# Filippus (evangelist)

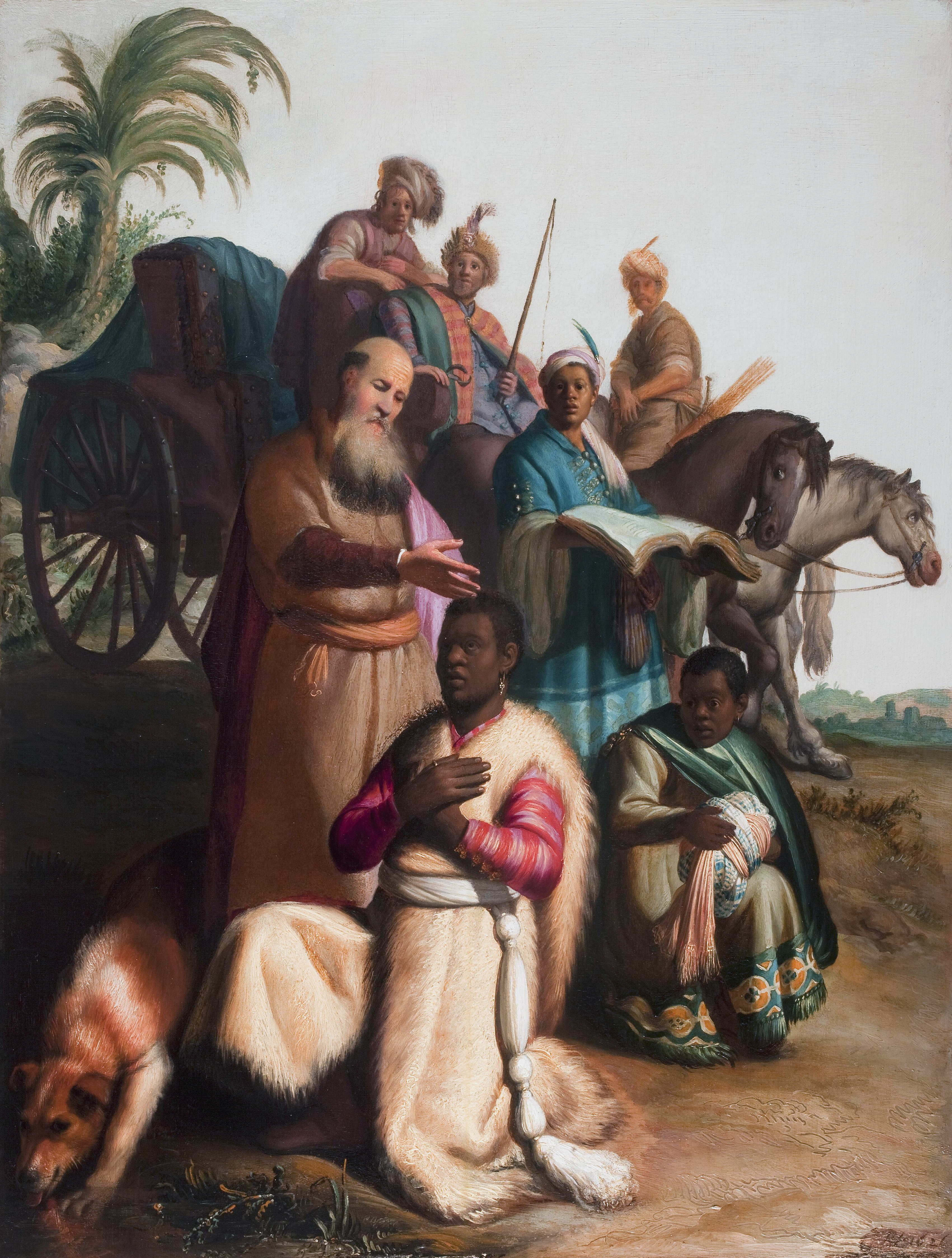
Doop van de Kamerling, Rembrandt, 1626, Museum Catharijneconvent, Utrecht

Filippus de Evangelist (Grieks: Φίλιππος, Philippos) was volgens Handelingen 6:5 een van de zeven diakens. De aanduiding "de Evangelist" stamt uit de weergave van Handelingen 21:8 in oudere Bijbelvertalingen, zoals de Statenvertaling. Sommige kerkvaders namen aan dat deze Filippus dezelfde persoon was als de apostel Filippus, maar dat is niet zeker. Een eventuele verwarring is goed mogelijk omdat Filippus de Evangelist ook als apostel in de bredere betekenis van het woord zou kunnen worden beschouwd.

## Filippus in Handelingen

### Een van de zeven
De oergemeente in Jeruzalem bestond volgens Handelingen 2 vanaf het begin uit Joden en tot het jodendom bekeerde proselieten die Jezus als Messias erkenden. Verschillen in opvatting over de tempeldienst en de Joodse Thora leidden al snel tot conflicten.
Zo was er een conflict tussen Griekstaligen en Arameessprekenden over hulp aan weduwen, dat werd opgelost door het aanwijzen van zeven diakens (Handelingen 6:1-6). Tot deze zeven behoorden Filippus en Stefanus, die laatste werd gestenigd vanwege zijn kritiek op de tempel. Hierna werden de overige leden van de oergemeente vervolgd en vluchtten zij uit Jeruzalem.

### Samaria
Nadat Stefanus werd gestenigd, vluchtte Filippus naar Samaria, waar hij het evangelie predikte en wonderen verrichtte (Handelingen 8:5-13). Op instructie van een engel ontmoette hij een eunuch, een hoge ambtenaar van de kandake, de koningin van Ethiopië. Deze las in een boekrol van Jesaja, maar begreep niet wat hij las. Filippus legde hem de tekst uit en vertelde over Jezus. Op diens verzoek doopte hij de man (Handelingen 8:26-40). Hiermee werd de man een van de eerste christenen buiten Jeruzalem en Judea.

### Caesarea
Filippus wordt hierna nog een keer genoemd, namelijk in het verhaal over Paulus dat zich twintig jaar later afspeelde. Paulus was op weg naar Jeruzalem en ontmoette Filippus in Caesarea, een Romeinse stad aan de kust. Er wordt vermeld dat Filippus vier ongetrouwde dochters had die allen profeteerden (Handelingen 21:8,9).

## Traditie over Filippus
Eusebius van Caesarea en Papias schreven dat Filippus van Caesarea naar Hiërapolis (Frygië) geëmigreerd zou zijn. Er is daar een kerk naar Filippus genoemd. In 2011 werd bekend dat men zijn graf daar gevonden zou hebben.
Een late traditie vermeldt dat Filippus bisschop werd van Tralles in Anatolië.